# Sidapdap Simanosor
Sidapdap Simanosor is een bestuurslaag in het regentschap Tapanuli Selatan van de provincie Noord-Sumatra, Indonesië. Sidapdap Simanosor telt 1774 inwoners (volkstelling 2010).